# جان پراین
جان پراین (به انگلیسی: John Prine)؛ (زاده ۱۰ اکتبر ۱۹۴۶ – درگذشته ۷ آوریل ۲۰۲۰) خواننده، ترانه‌سرا و نوازنده گیتار اهل ایالات متحده آمریکا بود. وی بین سال‌های ۱۹۷۱ تا ۲۰۲۰ میلادی فعالیت می‌کرد. جان پراین بر اثر ابتلا به بیماری کروناویروس ۲۰۱۹ درگذشت.
جان پراین در سال‌های ۱۹۹۱، ۲۰۰۵ و ۲۰۰۲ برنده جایزه گرمی شده بود.